# Potries
Potries (IPA: [po'tɾies]) és un municipi del País Valencià a la comarca de la Safor. Es troba a 79 km al sud de la ciutat de València, a 8 km al sud de Gandia, a 36 km al nord de Dénia, a 40 km a l'est de Xàtiva i a 110 km al nord d'Alacant. El seu terme municipal limita al nord amb els termes municipals d'Ador, Beniflà, la Font d'en Carròs, Palma de Gandia i Vilallonga.
Es pot accedir al poble a través de la N-332 o bé de l'AP-7 o Autovia de la Mediterrània.

## Capital Cultural Valenciana
Potries, juntament amb Sagunt, van ser les Capitals Culturals Valencianes (CCV) del 25 d'abril de 2018 al 25 d'abril de 2019. La Capital Cultural Valenciana és un segell anual creat per Cultura de la Generalitat l'any 2017 amb l'objectiu d'incentivar la territorialització cultural, i s'emmarca dins del Pla de democratització cultural per a garantir l'accés a la cultura, que s'inclou en ‘Fes Cultura’.
La distinció de Capital Cultural Valenciana té com a objectiu reconéixer aquelles localitats que destaquen per fer una aposta ferma per la cultura com a instrument de cohesió social i de foment econòmic. Així mateix, es busca una descentralització de l'oferta cultural que promou la Generalitat, millorar la comunicació entre la Generalitat i els diferents actors culturals (productors, distribuïdors i programadors) de tot el territori valencià i garantir l'accés universal a la cultura. Han rebut eixa distinció i ostentat eixa capitalitat un municipi de més de 5.000 habitants, Sagunt, i un de menys de 5.000 habitants, Potries.

## Geografia
Situat aproximadament a 30 metres sobre el nivell de la mar, Potries es troba al centre de la plana que forma el curs baix del riu Serpis, en plena Horta de Gandia. El riu fa que la totalitat del sòl del seu terme municipal siga una planura d'argil·les constituïdes per sediments quaternaris del període Plistocè, encara que en l'extrem meridional del terme municipal afloren els primers contraforts de la Serra Gallinera, són xicotets pujols que no arriben als cent metres d'altitud i que se'ls coneix com els Tossalets de Potries.
El riu Serpis voreja el terme per l'oest, constituint el seu principal accident geogràfic.
El relleu de l'horta és pla, i va ascendint cap al S a mesura que ens apropem de les faldes de la Serra Gallinera. El municipi de Potries se situa a una altura per damunt del nivell de la mar de 65 m.
La climatologia es caracteritza per tenir uns hiverns relativament suaus i uns estius calorosos. Les pluges es concentren sobretot en la tardor i també en la primavera, amb una quantitat màxima anual de 500 mm.
| 1990 | 1992 | 1994 | 1996 | 1998 | 2000 | 2002 | 2004 | 2005 | 2007 | 2012  |
| 968  | 977  | 967  | 965  | 939  | 937  | 920  | 909  | 921  | 911  | 1.001 |

## Història
Els vestigis arqueològics donen testimoni de la presència de comunitats humanes al terme municipal, almenys des de l'edat del bronze. Restes d'habitatges, útils de pedra o ceràmiques fetes a mà formen part de les troballes a la muntanyeta dels Penyascals, a més a més d'una necròpolis, de cronologia similar a la partida de la Casa Fosca-Horteta, amb enterraments-túmuls i coberta de cudols de riu. Es dona una continuïtat en l'assentament de Penyascals durant el període iber, que desaparegué després de l'ocupació romana, dispersant-se la població en assentaments de planura de tipus agrícola.
Un exemple paradigmàtic d'eixes vil·les romanes és la vil·la de la Campina-Catorzena al terme de Potries, de dimensions imprecises però considerables, amb espais residencials, d'explotació i transformació agrícoles, fins i tot tallers de fabricació d'objectes ceràmics per a la comercialització dels productes. L'època visigoda va comportar una ruralització de l'espai i una continuació dels assentaments romans. Amb l'arribada de l'islam la població rural es va concentrar en xicotets assentaments, i és en estos moments quan es va consolidar el nucli urbà de Potries com a tal.
Quan l'any 1240, el monarca catalanoaragonés, Jaume I va prendre possessió dels castells de la comarca i de les seues terres, Potries era una xicoteta alqueria més de les que es disseminaven pel territori. El lloc de Potries estava dins dels dominis del Senyoriu de Rebollet i, junt amb altres llocs, va ser donat pel rei a la família Carròs, primers senyors de Potries. D'esta manera la història de Potries transcorregué paral·lela a la d'altres centres urbans de major entitat, com ara Oliva o la Font d'en Carròs, i sempre dins d'un context territorial més ampli que es denominarà Honor de Rebollet o Terme de Dalt. L'any 1364 les hosts de Pere el Cruel de Castella arrasaren la comarca durant la guerra dels dos Peres, incloent-hi el lloc de Potries.

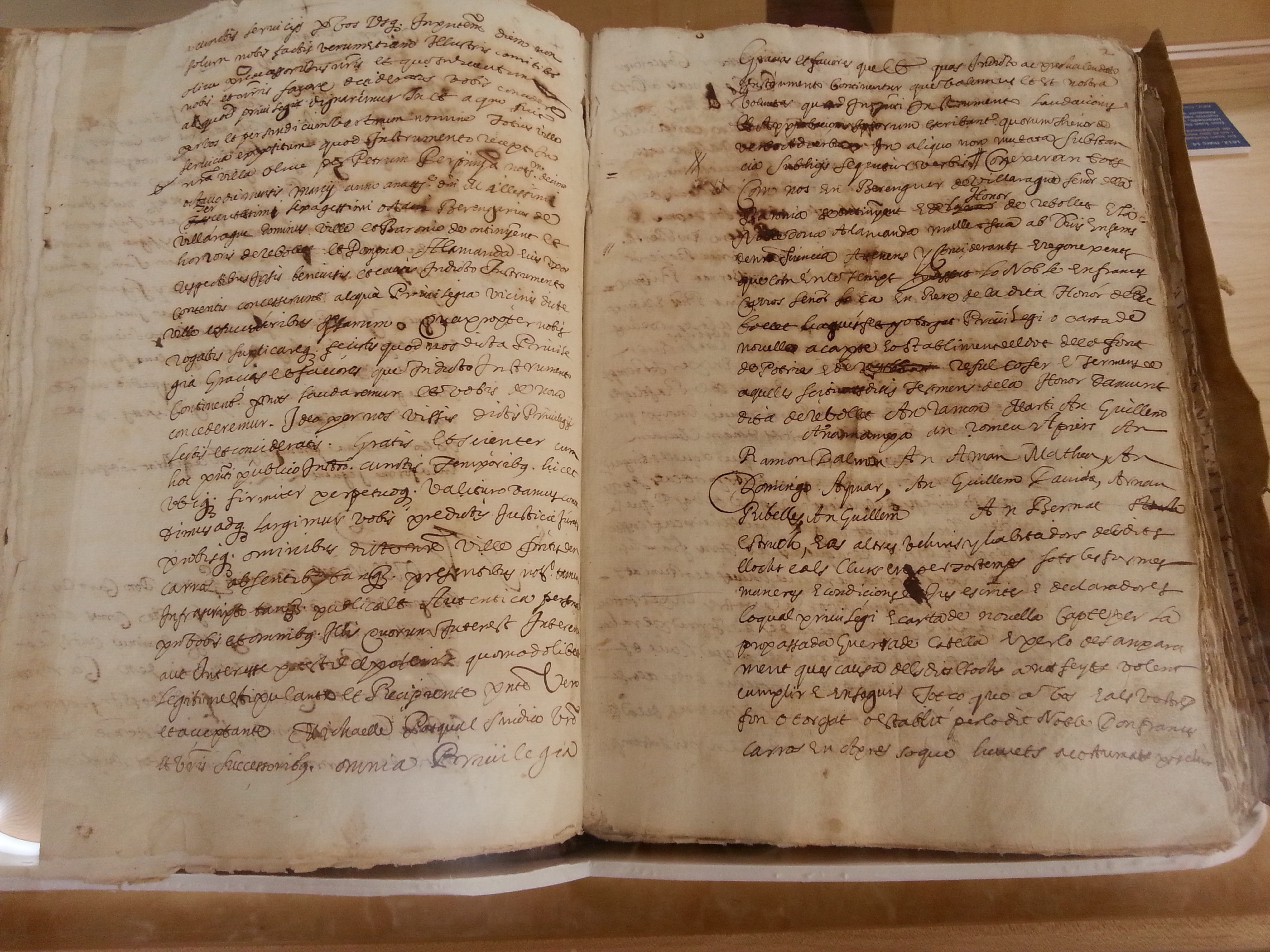
Carta pobla de la Font d'en Carròs, Potries i Rafelcofer (1368).

Uns anys després, el 1368, Berenguer de Vilaragut, casat amb Alamanda Carròs, titulant-se senyor consort del Senyoriu de Rebollet, va donar la Carta de Poblament de les seues possessions, a causa del deplorable estat en què hi havien quedat després de la guerra. L'any 1382 Ramon de Riusech fon reconegut com a senyor dels estats d'Oliva i Rebollet, que el va succeir el seu nebot Gilabert Centelles i Riusech quan va morir l'any 1387. Els Centelles detindran el senyoriu d'este lloc al llarg de molts anys. A mitjan segle xv el senyor de Potries, Francesc Gilabert de Centelles, va rebre del monarca Alfons el Magnànim el títol de Comte d'Oliva (1449), i Potries va quedar així dins dels dominis del Comtat d'Oliva. El matrimoni entre Carles de Borja i Magdalena de Centelles, l'any 1569, fa que el Comtat d'Oliva i el Ducat de Gandia quedaren units en un estat dominat per una de les famílies més importants de la seua època, els Borja; serà Potries un lloc més pertanyent a la poderosa nissaga dels Borja.
Potries va estar habitat fins a 1609, data de l'expulsió dels moriscos, quasi exclusivament per musulmans. Després d'esta data, el municipi quedà pràcticament despoblat i no recuperà la població que tenia l'any 1609 fins passats més de cent anys. La principal riquesa del poble durant el segle xv era la canyamel, com a la resta de la comarca.
El 12 de febrer de 1789 l'il·lustrat veí de la ciutat de Gandia, don Joaquín Linares Martínez, informà que a Potries, derrocant una paret a la casa de Vicente Fuster, situada al centre de Potries, s'havien trobat divuit o vint llibres escrits en àrab, entre els quals hi havia un a manera de missal amb cobertes de vaqueta, probablement van ser amagats alli amb molta cura, en temps dels moriscos. Aquests llibres foren enviats a València per ordre de Floridablanca i allí es perd la seua pista.
Entre finals del segle xviii i principis del XIX, Potries com molts altres pobles, mantingué un llarg plet amb els Osuna per la seua independència senyorial, emparant-se en les lleis desvinculadores de 1814, emanades de les Corts de Cadis. L'arribada del Tren Alcoi-Gandia el 1893 va suposar una important millora de les comunicacions del poble.
Quan a finals del segle xvii la canyamel va entrar en decadència, el cultiu de la morera, per a la cria del cuc de seda, i el de la vinya junt amb l'oliverar varen adquirir una certa importància. Des de principis del segle xx assistim a la implantació massiva del taronger, que a hores d'ara és el principal cultiu del municipi. Encara que el poble és eminentment agrari, hi ha una característica singular relacionada amb les artesanies, Potries s'ha caracteritzat al llarg dels segles per la producció d'objectes ceràmics.

## Política i Govern

### Composició de la Corporació municipal
El Ple de l'Ajuntament està format per 9 regidors. En les eleccions municipals de 26 de maig de 2019 foren elegits 6 regidors de Compromís per Potries (Compromís), 2 del Partit Socialista del País Valencià (PSPV-PSOE) i 1 del Partit Popular (PP).
| Eleccions municipals de 26 de maig de 2019 - Potries                                                                              |                                          |                                     |                                     |      |          |          |
| Candidatura | Candidatura                              | Candidatura                         | Cap de llista                       | Vots | Vots     | Regidors |
| | Compromís per Potries                    |                                     | Assumpta Domínguez Medina           | 390  | 60,09%   | 6 (+2)   |
| | Partit Socialista del País Valencià-PSOE |                                     | José Aznar Sampayo                  | 180  | 27,73%   | 2 ()     |
| | Partit Popular                           |                                     | Óscar Gamazo Picó                   | 64   | 9,86%    | 1 ()     |
| | Vots en blanc                            |                                     |                                     | 15   | 2,31%    |          |
| Total vots vàlids i regidors | Total vots vàlids i regidors             | Total vots vàlids i regidors        | Total vots vàlids i regidors        | 649  | 100 %    | 9 (+2)   |
| | Vots nuls                                | Vots nuls                           | Vots nuls                           | 15   | 2,26%    |          |
| Participació (vots vàlids més nuls)                                                                                               | Participació (vots vàlids més nuls)      | Participació (vots vàlids més nuls) | Participació (vots vàlids més nuls) | 664  | 75,71%** |          |
| Abstenció | Abstenció                                | Abstenció                           | Abstenció                           | 213* | 24,29%** |          |
| Total cens electoral | Total cens electoral                     | Total cens electoral                | Total cens electoral                | 877* | 100 %**  |          |
| Alcaldessa: Assumpta Domínguez Medina (Compromís) (15/06/2019) Per majoria absoluta dels vots dels regidors (6 vots de Compromís) |                                          |                                     |                                     |      |          |          |
| Fonts: JEC, JEZ Gandia, M. Interior, Periòdic Ara. (* No són vots sinó electors. ** Percentatge respecte del cens electoral.)     |                                          |                                     |                                     |      |          |          |

### Alcaldes
Des de 2023 l'alcalde de Potries és Sergi Vidal Domínguez de Compromís.
| Període                       | Alcalde o alcaldessa      | Partit polític | Data de possessió | Observacions |
| ----------------------------- | ------------------------- | -------------- | ----------------- | ------------ |
| 1979–1983                     | José Aznar Sampayo        | PCE            | 19/04/1979        | --           |
| 1983–1987                     | José Aznar Sampayo        | PCE-PCPV       | 28/05/1983        | --           |
| 1987–1991                     | José Aznar Sampayo        | PTE-UC         | 30/06/1987        | --           |
| 1991–1995                     | José Aznar Sampayo        | PSPV-PSOE      | 15/06/1991        | --           |
| 1995–1999                     | José Aznar Sampayo        | PSPV-PSOE      | 17/06/1995        | --           |
| 1999–2003                     | José Aznar Sampayo        | PSPV-PSOE      | 03/07/1999        | --           |
| 2003–2007                     | Vicent Damià Oliver Peiró | Bloc-EV        | 14/06/2003        | --           |
| 2007–2011                     | Juan Fernando Monzó Peiró | Bloc           | 16/06/2007        | --           |
| 2011–2015                     | Juan Fernando Monzó Peiró | Compromís      | 11/06/2011        | --           |
| 2015–2019                     | Assumpta Domínguez Medina | Compromís      | 13/06/2015        | --           |
| 2019-2023                     | Assumpta Domínguez Medina | Compromís      | 15/06/2019        | --           |
| Des de 2023                   | Sergi Vidal Domínguez     | Compromís      | 17/06/2023        | --           |
| Fonts: Generalitat Valenciana |                           |                |                   |              |

## Economia
Històricament l'activitat econòmica preponderant en el municipi ha sigut l'agricultura, que en l'actualitat es basa en el cultiu de cítrics minifundista. El sector industrial està representat per empreses amb influència comercial nacional i internacional, que donen treball tant a persones de la població com de la resta de la comarca, dedicades a la fabricació de productes químics, tractaments de cítrics, manipulació i comercialització de cítrics i materials de construcció.

## Monuments

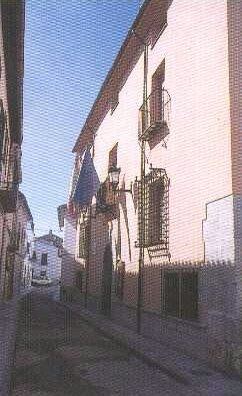
Ajuntament.

- Ajuntament. Constituïx un exemple de l'arquitectura senyorial del segle xvii en l'àmbit rural del País Valencià. No se'n coneix l'orige amb certesa, encara que documentalment s'ha pogut constatar que a finals del segle xix, a causa de l'enderroc de la vella Sala Consistorial i Escola situada a la Plaça de l'Església, la Corporació Municipal compra este edifici a un particular per a instal·lar-hi la Sala Consistorial, la Presó, l'Escola i els habitatges dels mestres.
- Nucli antic. Es localitza a la falda d'uns petits contraforts muntanyosos, seguint la tradicional disposició dels nuclis urbans d'origen musulmà, fet que condiciona la morfologia de la trama urbana, amb carrers estrets i sinuosos. Fins al segle xix Potries era un poble tancat, hi havia un mur que envoltava i protegia el perímetre de la població i quatre portes d'accés a l'interior enderrocades l'any 1862. El municipi encara conserva l'encant i l'autenticitat del típic assentament eminentment rural, molts edificis mantenen la tipologia clàssica de les cases tradicionals d'agricultors, amb una planta baixa on se situa el pas del carro que articula la distribució interna dels espais, pati interior i pis superior amb les golfes o cambra per a l'emmagatzematge dels productes del camp.

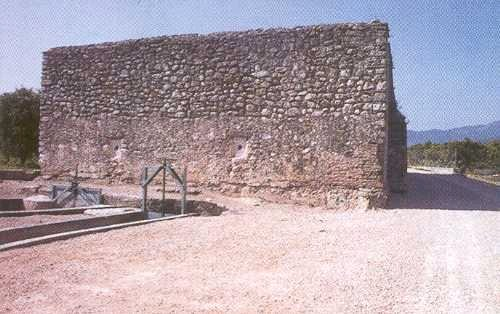
Partidor (Casa Clara).

- Museu de Ceràmica Àngel Domínguez: La terriseria d'Àngel Domínguez és l'últim testimoni de l'activitat terrisera desenvolupada a Potries durant segles, activitat que descriu la manera de viure i treballar dels seus avantpassats. A Potries hi havia varies cassoleries o terrisseries, la major part es trobaven situades a la part externa del poble, la major part als carrers del Cup i Sant Salvador.[9] Esta tradició i forma de vida mil·lenària acaba amb la mort d'Àngel Domínguez el 1983, l'últim terrisser en actiu a la població. L'edifici, convertit en un museu de ceràmica, està situat en un sector del centre de la vila i és el característic de l'arquitectura popular urbana de la comarca. Construït a finals del segle xviii, és una casa de dues plantes amb dos cossos i pati interposat. El museu amaga baix l'aparença d'una casa de poble tradicional, un gran taller i forn de terriseria.

- Partidors. Són edificacions hidràuliques construïdes per a dividir l'aigua, com la Casa Fosca (segle xv) o la Casa Clara (segle xvi), que garantixen la correcta divisió perquè l'aigua arribe a tots els punts de l'horta.

- Església parroquial dels Sants Joans. La parròquia de Potries es constituí a finals del segle xvi. L'església té planta de creu llatina inscrita en un rectangle amb nau central, capelles laterals, creuer no emergent i torre-campanar. A l'església es conserva la relíquia de Sant Blai, patró del municipi, i la magnífica talla en alabastre policromat del Crist de l'Agonia, del segle xviii, procedent de l'ermita de Potries.

- Ermita del Crist de l'Agonia. Es va construir al segle xix sota la direcció de l'arquitecte Carlos Spain. Constituïx un interessant exemple de l'arquitectura neoclàssica, de tall radical, que es prolonga durant la primera meitat del segle xix. Tant la frontera com l'interior són d'una sòbria i elegant concepció neoclàssica. La plàstica arquitectònica domina sobre la decorativa, la qual és bàsicament pictòrica, obra del pintor Luis Tellez-Girón, a qui es podria atribuir també amb tota seguretat les pintures de l'església parroquial de Potries.

## Llocs d'interés
- Ruta de l'aigua. És una proposta de recorregut per camins i sendes rurals amb un programa de senyalització al costat dels elements visitables (edificacions hidràuliques), i que en conjunt suposa una magnífica lliçó d'història.
- Platja de Potries. És una zona del riu Serpis a seu pas per Potries que ha estat rehabilitada i és accesible per al bany, on les persones de Potries i les visitants acudeixen a prendre el bany.[10]

## Festes locals
- Sant Blai. El mes de febrer se celebra una de les festes que més arrelament i acceptació popular té a la comarca. Es tracta del tradicional Porrat de Sant Blai. L'onomàstica del sant i màrtir es commemora el dia 3 de febrer, però amb el pas dels anys esta romeria s'ha convertit en un punt de trobada amb una important oferta de caràcter cultural i festiu, fent extensiva a la primera quinzena del mes. La tradició imposa que els fidels que van a l'església parroquial es passen la relíquia del sant, que allí es conserva, per la gola, complint així amb el ritual de purificació i protecció davant les malalties, ja que Sant Blai és el sant protector de les afeccions de gola. El Porrat de San Blai de Potries va ser declarat Festa d'Interés Turístic de València[11] i en 2019 l'Ajuntament de Potries l'ha declarat Bé de Rellevància Local.[12]
- Sant Joan. Se celebra el 24 de juny amb una foguera a la plaça la nit anterior.
- Sant Salvador. Se celebra amb la tradicional pujada a la missa a l'ermita.
- Sant Vicent. Es continua amb la festivitat de Sant Vicent, el primer dilluns després de Pasqua, i la tradició de visitar en processó als malalts (els combregats).
- Festes Majors. Se celebren l'última setmana d'agost en honor del Santíssim Crist de l'Agonia.

## Gastronomia
És molt variada segons les diferents estacions de l'any, elaborada generalment amb productes de la terra, encara que també amb productes del mar. En la majoria de les llars de Potries, encara es cuina amb cassoles de fang, que abans era costum portar al forn per a la cocció. Un lloc preeminent en la cuina l'ocupen els arrossos, al forn (on cal destacar una varietat amb aladrocs), la paella amb cigrons, cargols, de bacallà i coliflor, etc.), o els caldosos (amb fesols i naps), així com el tradicional putxero o olla de festa. El bonítol, fet sempre en cassola de fang i al forn. Les coques i empanades de tomaca, pèsols i ceba i d'herbes. En els dolços cal destacar els bunyols de carabassa, les coques amb nous o la coca de taronja.

## Personatges
- Berna Llobell, actor valencià de doblatge